# Gran Premio motociclistico di Germania 1976
Il Gran Premio motociclistico di Germania fu l'undicesimo appuntamento del motomondiale 1976.
Si svolse il 29 agosto 1976 presso il Nürburgring, e corsero tutte le classi.
Prima gara della giornata fu la 50, nella quale Ángel Nieto vinse il suo 40° GP iridato e il suo settimo titolo mondiale.
Seguì la 350, nella quale Walter Villa ebbe a fronteggiare la concorrenza di Dieter Braun, prima che la Morbidelli del tedesco desse dei problemi; vinse il "Reverendo", che si aggiudicò anche il titolo mondiale.
Terza gara in programma quella della 125: la pista umida provocò parecchie cadute (tra cui quelle di Pier Paolo Bianchi e Ángel Nieto). Andò in testa Anton Mang, che non la abbandonò fino al termine.
In 250 nuova vittoria di Villa, davanti ai sudafricani Kork Ballington e Jon Ekerold.
La gara della 500 fu memorabile: ancora assente Barry Sheene, Giacomo Agostini approfittò delle incerte condizioni meteorologiche per correre con l'MV Agusta, portandosi in testa e vincendo la gara. Questa fu l'ultima vittoria nel motomondiale per "Ago", per la Casa lombarda e per una moto a quattro tempi.
Chiusero il programma i sidecar, che corsero sotto la pioggia: la lotta per la vittoria si restrinse a Werner Schwärzel e Alain Michel, fino al ritiro del francese, uscito di pista.

## Classe 500
53 piloti alla partenza, 24 al traguardo.

### Arrivati al traguardo
| Pos. | Pilota              | Moto        | Tempo        | Punti |
| ---- | ------------------- | ----------- | ------------ | ----- |
| 1    | Giacomo Agostini    | MV Agusta   | 1h 06' 21" 4 | 15    |
| 2    | Marco Lucchinelli   | Suzuki      | +52" 1       | 12    |
| 3    | Pat Hennen          | Suzuki      | +1' 09" 3    | 10    |
| 4    | John Newbold        | Suzuki      | +1' 12" 3    | 8     |
| 5    | Marcel Ankoné       | Suzuki      | +1' 20" 8    | 6     |
| 6    | Boet van Dulmen     | Suzuki      | +2' 41" 6    | 5     |
| 7    | Alan North          | Suzuki      | +2' 56" 6    | 4     |
| 8    | Christian Bourgeois | Yamaha      | +2' 56" 8    | 3     |
| 9    | Chas Mortimer       | Suzuki      | +4' 14" 2    | 2     |
| 10   | Egid Schwemmer      | Nava Yamaha | +4' 18" 1    | 1     |
| 11   | Peter Baláž         | Yamaha      | +4' 35" 6    |       |
| 12   | Max Wiener          | Yamaha      | +4' 43"      |       |
| 13   | John Cowie          | Yamaha      | +5' 10" 5    |       |
| 14   | Hans Braumandl      | Suzuki      | +7' 54"      |       |
| 15   | Franz Rau           | Yamaha      | +7' 58" 5    |       |
| 16   | Walter Hoffmann     | Suzuki      | +8' 45" 6    |       |
| 17   | Michael Schmid      | Yamaha      | +9' 46"      |       |
| 18   | Alan Rogers         | Yamaha      | +9' 51" 4    |       |
| 19   | Jan van Disseldorp  | Yamaha      | +10' 51" 5   |       |
| 20   | Charlie Dobson      | Yamaha      | +10' 51" 7   |       |

## Classe 350
54 piloti alla partenza, 29 al traguardo.

### Arrivati al traguardo
| Pos. | Pilota             | Moto            | Tempo        | Punti |
| ---- | ------------------ | --------------- | ------------ | ----- |
| 1    | Walter Villa       | Harley-Davidson | 1h 04' 03" 9 | 15    |
| 2    | Johnny Cecotto     | Yamaha          | +9" 6        | 12    |
| 3    | Gianfranco Bonera  | Harley-Davidson | +13" 4       | 10    |
| 4    | Takazumi Katayama  | Yamaha          | +21" 6       | 8     |
| 5    | Alan North         | Yamaha          | +21" 9       | 6     |
| 6    | Víctor Palomo      | Yamaha          | +22" 3       | 5     |
| 7    | Christian Sarron   | Yamaha          | +28" 9       | 4     |
| 8    | Dieter Braun       | Morbidelli      | +31" 6       | 3     |
| 9    | Bruno Kneubühler   | Yamaha          | +49" 9       | 2     |
| 10   | Olivier Chevallier | Yamaha          | +1' 03" 9    | 1     |
| 11   | Patrick Fernandez  | Yamaha          | +1' 44" 5    |       |
| 12   | Kork Ballington    | Yamaha          | +2' 09" 5    |       |
| 13   | Anton Mang         | Yamaha          | +2' 20" 7    |       |
| 14   | Jon Ekerold        | Yamaha          | +2' 42" 7    |       |
| 15   | John Cowie         | Yamaha          | +2' 52" 8    |       |
| 16   | Max Wiener         | Yamaha          | +3' 29" 3    |       |
| 17   | Alex George        | Yamaha          | +3' 30" 2    |       |
| 18   | Jaime Samaranch    | Yamaha          | +3' 53" 8    |       |
| 19   | Horst Pleyer       | Yamaha          | +4' 58" 1    |       |
| 20   | Bosse Granath      | Yamaha          | +5' 20"      |       |

## Classe 250
55 piloti alla partenza, 33 al traguardo.

### Arrivati al traguardo
| Pos. | Pilota             | Moto            | Tempo     | Punti |
| ---- | ------------------ | --------------- | --------- | ----- |
| 1    | Walter Villa       | Harley-Davidson | 55' 34" 8 | 15    |
| 2    | Kork Ballington    | Yamaha          | +1' 08" 3 | 12    |
| 3    | Jon Ekerold        | Yamaha          | +1' 09" 4 | 10    |
| 4    | Dieter Braun       | Yamaha          | +1' 10" 5 | 8     |
| 5    | Bruno Kneubühler   | Yamaha          | +1' 10" 8 | 6     |
| 6    | Olivier Chevallier | Yamaha          | +1' 21" 1 | 5     |
| 7    | Takazumi Katayama  | Yamaha          | +1' 33" 9 | 4     |
| 8    | Víctor Palomo      | Yamaha          | +1' 49" 8 | 3     |
| 9    | Pentti Korhonen    | Yamaha          | +1' 55" 2 | 2     |
| 10   | Chas Mortimer      | Maxton-Yamaha   | +2' 08" 8 | 1     |
| 11   | Bernd Tüngethal    | Yamaha          | +2' 09"   |       |
| 12   | Gilbert Lavelle    | Yamaha          | +2' 10" 9 |       |
| 13   | Franz Kunz         | Yamaha          | +2' 16" 7 |       |
| 14   | Tom Herron         | Yamaha          | +3' 01" 2 |       |
| 15   | Henk van Kessel    | Yamaha          | +3' 02" 8 |       |
| 16   | Leif Gustafsson    | Yamaha          | +3' 43" 3 |       |
| 17   | John Dodds         | Yamaha          | +3' 43" 5 |       |
| 18   | Bosse Granath      | Yamaha          | +3' 54" 1 |       |
| 19   | Harald Bartol      | Yamaha          | +4' 16" 1 |       |
| 20   | Ken Nemoto         | Yamaha          | +4' 19" 7 |       |

## Classe 125
28 piloti alla partenza, 19 al traguardo.

### Arrivati al traguardo
| Pos. | Pilota                 | Moto       | Tempo     | Punti |
| ---- | ---------------------- | ---------- | --------- | ----- |
| 1    | Anton Mang             | Morbidelli | 52' 43" 4 | 15    |
| 2    | Walter Koschine        | Maico      | +1' 39" 9 | 12    |
| 3    | Juliaan Vanzeebroeck   | Morbidelli | +1' 44" 7 | 10    |
| 4    | Horst Seel             | Seel-Maico | +1' 48" 7 | 8     |
| 5    | Lennart Lundgren       | Yamaha     | +2' 28" 2 | 6     |
| 6    | Jean-Louis Guignabodet | Morbidelli | +2' 31" 9 | 5     |
| 7    | Hans Müller            | Yamaha     | +2' 37" 6 | 4     |
| 8    | Harald Bartol          | Morbidelli | +3' 29"   | 4     |
| 9    | Enrico Cereda          | Morbidelli | +3' 45" 5 | 4     |
| 10   | Hans Hallberg          | Yamaha     | +4' 16"   | 1     |
| 11   | Werner Schmied         | Rotax      | +4' 17" 7 |       |
| 12   | Ernst Stammbach        | Yamaha     | +4' 29"   |       |
| 13   | Pentti Salonen         | Yamaha     | +5' 08" 5 |       |
| 14   | Wolfgang Rubel         | Maico      | +5' 17" 5 |       |
| 15   | Rolf Minhoff           | Maico      | +5' 51" 9 |       |
| 16   | Bernhard Otto          | Maico      | +6' 19" 2 |       |
| 17   | Benjamin Laurent       | Morbidelli | +7' 06" 4 |       |
| 18   | Hans Knemeyer          | Maico      | +8' 39" 3 |       |
| 19   | Zbyněk Havrda          | Maico      | +1 giro   |       |

## Classe 50
42 piloti alla partenza, 30 al traguardo.

### Arrivati al traguardo
| Pos. | Pilota               | Moto        | Tempo     | Punti |
| ---- | -------------------- | ----------- | --------- | ----- |
| 1    | Ángel Nieto          | Bultaco     | 31' 42" 4 | 15    |
| 2    | Herbert Rittberger   | Kreidler    | +14"      | 12    |
| 3    | Ulrich Graf          | Kreidler    | +51" 3    | 10    |
| 4    | Hans-Jürgen Hummel   | Kreidler    | +1' 31" 7 | 8     |
| 5    | Rolf Blatter         | Kreidler    | +1' 32" 3 | 6     |
| 6    | Juliaan Vanzeebroeck | Kreidler    | +1' 32" 9 | 5     |
| 7    | Wolfgang Müller      | Kreidler    | +1' 50" 7 | 4     |
| 8    | Bruno Stopp          | Kreidler    | +2' 04" 9 | 3     |
| 9    | Rudolf Kunz          | Kreidler    | +2' 14" 6 | 2     |
| 10   | Ermanno Giuliano     | LGM         | +2' 53" 3 | 1     |
| 11   | Günter Schirnhofer   | Kreidler    | +3' 05"   |       |
| 12   | Wolfgang Golembeck   | Kreidler    | +3' 05" 2 |       |
| 13   | Hagen Klein          | Kreidler    | +3' 32"   |       |
| 14   | Benjamin Laurent     | 3B-Kreidler | +3' 35" 8 |       |
| 15   | Aldo Pero            | Kreidler    | +3' 36" 2 |       |
| 16   | Jacques Hutteau      | Morbidelli  | +3' 55" 6 |       |
| 17   | Walter Däuwel        | Kreidler    | +3' 57" 7 |       |
| 18   | Roland Schuster      | Kreidler    | +3' 58"   |       |
| 19   | Theo Timmer          | Kreidler    | +3' 58" 3 |       |
| 20   | Engelbert Kip        | Kreidler    | +4' 21" 8 |       |

## Classe sidecar
Per le motocarrozzette si trattò della 169ª gara effettuata dall'istituzione della classe nel 1949; si sviluppò su 5 giri, per una percorrenza di 114,180 km.
Pole position di Rolf Biland/Williams (Seymaz-Yamaha); giro più veloce di Werner Schwärzel/Andreas Huber (König) in 11' 02" 1 a 124,159 km/h.
40 equipaggi alla partenza, 27 al traguardo.

### Arrivati al traguardo
| Pos | Pilota                | Passeggero                | Moto           | Tempo     | Punti |
| --- | --------------------- | ------------------------- | -------------- | --------- | ----- |
| 1   | Werner Schwärzel      | Andreas Huber             | König          | 55' 53" 3 | 15    |
| 2   | Rolf Steinhausen      | Josef Huber               | Busch-König    | +1' 54" 8 | 12    |
| 3   | George O'Dell         | Kenny Arthur              | Windle-Yamaha  | +2' 26" 7 | 10    |
| 4   | Rolf Biland           | Williams                  | Seymaz-Yamaha  | +2' 58" 3 | 8     |
| 5   | Bruno Holzer          | Karl Meierhans            | LCR-Yamaha     | +3' 28" 7 | 6     |
| 6   | Hermann Huber         | Hans Seib                 | König          | +3' 34" 7 | 5     |
| 7   | Ernst Trachsel        | Benedikt Stähli           | TTM-Yamaha     | +3' 53" 6 | 4     |
| 8   | Walter Ohrmann        | Bernd Grube               | Yamaha         | +3' 58" 4 | 3     |
| 9   | Siegfried Schauzu     | Wolfgang Kalauch          | Schmid-Fath    | +4' 58" 2 | 2     |
| 10  | Kurt Jelonek          | Volker Rieß               | König          | +5' 00" 5 | 1     |
| 11  | Max Venus             | Norbert Bittermann        | König          | +5' 00" 9 |       |
| 12  | Tony Wakefield        | Keith Brown               | British Magnum | +5' 03" 1 |       |
| 13  | Heinz Luthringshauser | Lorenzo Puzo              | Busch-BMW      | +5' 04" 6 |       |
| 14  | Rudolf Reinhard       | Karin Sterzenbach         | Yamaha         | +5' 11" 8 |       |
| 15  | Hermann Schmid        | Martial Jean-Petit-Matile | Schmid-Yamaha  | +5' 31" 5 |       |

## Fonti e bibliografia
- (EN) Chris Carter (a cura di), Motocourse 1976-77, Richmond, Surrey, Hazleton Securities Ltd, 1976,  pp. 120-127, ISBN 0-905138-02-3.